# Álvaro Pío Valencia
Álvaro Pío Valencia Muñoz (Popayán, 4 de agosto de 1911-Popayán, 18 de junio de 1998), llamado El Maestro Álvaro Pío, fue un abogado, pensador, escritor, conferencista, académico, historidador, educador y político colombiano. Es considerado el precursor del pensamiento marxista en su país, siendo militante de la Unión Patriótica y el Partido Comunista Colombiano.
Fue concejal y alcalde de elección popular de Popayán, secretario de la Embajada de Colombia ante Brasil, y rector de la Universidad Santiago de Cali y de la Autónoma de Occidente, además de profesor en varias otras instituciones del país. Era hijo del poeta Guillermo Valencia, y hermano del político conservador Guillermo León Valencia, presidente de Colombia entre 1962 y 1966.
Dentro de su compromiso con el socialismo, Valencia fue militante del Partido Comunista Colombiano y posteriormente de la Unión Patriótica durante los años 80. También donó parte de las tierras de su familia que había recibido como herencia a los indígenas caucanos. Era cercano a Jorge Eliecer Gaitán y al veterano Manuel Quintín Lame. Era lector de Marx, Tagore, Zedong, Trostki, Aristóteles, y otros pensadores.

## Biografía

### Infancia
Álvaro Pío Valencia Muñoz nació en Popayán, el 4 de agosto de 1911, en un hogar acomodado de la aristocracia católica y conservadora de la ciudad, siendo el segundo de cinco hijos. 
Fue bautizado el 5 de septiembre de ese año por el arzobispo de Popayán, Manuel Antonio Arboleda Scarpetta, siendo sus padrinos su bisabuelo materno Manuel Muñóz y su tía Mercedes Valencia de Garcés. Su segundo nombre posiblemente le fue dado en honor al Papa Pío X, quien regentaba la Iglesia Católica por esos años.
En sus primeros años fue educado por su madre, quien le inculcó sus valores y el amor a las artes, y aprendió a leer a muy corta edad gracias a la influencia de su tío Francisco "el gallero" Valencia, quien crio a sus hermanos, entre ellos Guillermo, el padre de Álvaro, por lo que el niño lo consideraba como su abuelo.
Un día antes de cumplir sus 10 años, Valencia quedó huérfano de madre en ausencia de su padre que estaba en Bogotá por encargos diplomáticos y no pudo estar presente durante su agonía. En ese momento su educación corrió por cuenta de su padre, el prestigioso poeta conservador Guillermo Valencia. Luego se matriculó en la escuela de los hermanos Velásquez Brando, y luego en el liceo de la Universidad del Cauca, donde inició una pequeña revista.

### Inicios e inclinaciones por el marxismo

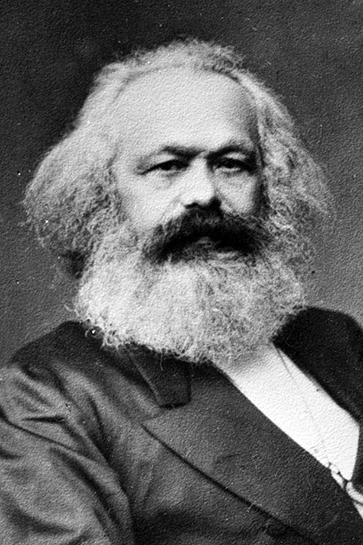
La obra de Marx ejerció gran influencia en el joven Valencia.

Con su abuelo Ignacio Muñóz, Álvaro Pío comenzó a sentir fervor por la fe católica, lo que le permitió conocer de primera mano las necesidades de la población pobre de la ciudad, ya que con su abuelo iba los sábados a misa y luego a repartir limosnas y ayuda a los desfavorecidos. También se hizo amigo de los niños desfavorecidos en su fiesta de primera comunión, despertándose en él un deseo de revolución social.
Sus inclinaciones sociales se consolidaron en su adolescencia. Ingresó a la facultad de Derecho de la Universidad del Cauca en 1925, con 14 años. Según sus propias palabras, dentro del estudio de las leyes se interesó por el socialismo científico de Karl Marx, cuando tuvo que estudiar las teorías económicas. Fue su propio padre, un destacado conservador, quien viendo el interés de su hijo por la obra marxista le obsequió el libro El Capital, de su propia colección.
Definitivamente decidió abrazar el comunismo por el panorama sombrió que atravezaban los marginados del país, pese a que pudo haber llevado una exitosa carrera en el conservatismo como su padre y posteriormente su hermano mayor. Se convirtió en feroz lector de Karl Marx, León Trostki y Rosa Luxemburgo.

### Viaje a Brasil y activismo social
En 1931 comenzó su carrera como docente dictando economía en la Universidad del Cauca y luego literatura, filosofía, historia clásica, economía política, estadística y  demografía. En 1933 interrumpió su cátedra cuando viajó a Río de Janeiro, Brasil, como secretario privado de su padre, durante el encargo diplomático que Valencia recibió bajo el gobierno de Enrique Olaya Herrera, con el fin de apoyar las gestiones del canciller en el conflicto limítrofe con Perú.
A su regreso del Amazonas, Valencia se dedicó a diversas causas sociales en su región, afiliándose al Partido Comunista Colombiano, y por esos años entabló amistad con el presidente liberal Alfonso López Pumarejo, quien quería enviarlo a los Llanos Orientales para un encargo diplomático, pero Valencia se negó para cuidar de su padre. En 1938 entregó sus posesiones en Cauca a los indígenas misak. De acuerdo con su propia versión eran 6.000 hs. de tierra que había heredado de su abuelo.

### Relación con los liberales
En 1940 fue nombrado alcalde de Popayán por el presidente liberal Eduardo Santos. Posteriormente se desempeñó como concejal de esa ciudad. En 1945 se adhirió a la campaña presidencial de Jorge Eliecer Gaitán, con quien entabló amistad, pese a que su partido se volcó en apoyo al liberal Gabriel Turbay. La división entre liberales provocó la derrota de ambos candidatos por el conservatismo unido, en torno a Mariano Ospina Pérez. 
En 1948 fue asesinado Gaitán y se desató un clima de violencia biparidista en Colombia con los sucesos del Bogotazo, en plena IX Conferencia Panamericana. Valencia acusó a los comunistas de apoyar el asesinato de Gaitán, pero luego se supo en un proceso judicial que el partido no había tenido injerencia en el crimen.

### Frente Nacional
Después de la caída de Gustavo Rojas Pinilla y el establecimiento del Frente Nacional, Valencia se vio contraríado, ya que sus hermanos estaban dispersados en distintas corrientes políticasː Su hermano mayor, Guillermo León, estaba preso en Cali por su oposición al gobierno militar; su hermana Josefina era parte del gobierno militar; y su hermana Luz era partidaria del Frente Nacional, apoyando a Alberto Lleras y Laureano Gómez.
En los años sesenta se dedicó a la cátedra de derecho en la Universidad del Cauca.

### Rectorados (1968-1973)

#### La Santiago (1968-1972)
En 1968 fue nombrado Rector de la Universidad Santiago de Cali, en Cali, por pedido de los mismos estudiantes de la institución, que se había tomado por la fuerza las instalaciones de La Santiago, y fueron cercados por las fuerzas del orden enviadas por el alcalde y el presidente Lleras. La aclamación de Valencia como rector fue mayoritaria e inició labores en ese año. 
Al día siguiente de los desórdenes asumió el cargo y luego de varias negociaciones con Rodrigo Lloreda Caicedo, gobernador del Valle del Cauca, se pudo posesionar. Bajo su administración la universidad se pacificó, amplió su cobertura a más de 3.000 estudiantes y adquirió sus propios terrenos, donde actualmente funciona la sede de la institución.

#### La Autónoma de Occidente (1972-1973) y la del Cauca (1975)
En 1972 medió en un conflicto de intereses entre estudiantes de la Universidad Autónoma de Occidente, que había sido fundada recientemente en Cali, en 1970. Luego de intervenir en el conflicto resolvió quedarse como rector por pedido de los estudiantes hasta 1973. Posteriormente fue nombrado profersor honorario en la Universidad del Cauca, en 1975, por lo que empezó a llamársele Maestro Valencia, como a su padre.

### Últimos años
Valencia se convirtió en director de la Casa Valencia, de su natal Popayán, donde enfrentó -entre otras cosas-, el terremoto de Popayán de 1983, del que salió ileso en compañía de sus colaboradores. Pese a no tener hijos ni esposa, sus sobrinos no lo desampararon en ningún momento y velaron por él durante su ancianidad, ya que desarrolló parkinson. Su casa se convirtió en un sitio de peregrinaje para los curiosos, y allí recibió hasta sus últimos días a diversidad de visitantes con quienes compartía sus conocimientos y pensamiento.
Álvaro Pío Valencia murió en su casa de Popayán, el 18 de junio de 1998 a los 86 años. Sus restos fueron llevados a Cali, donde fueron cremados por sus sobrinos. El Museo Valencia se llenó de curiosos al día siguiente de su fallecimiento, que llegaron a homenajear la memoria del difunto Valencia. Actualmente sus restos reposan en la cripta familiar que el mismo construyó, donde también reposan los restos de sus padres y abuelos, en Popayán.

## Familia
Álvaro Pío pertenecía a una familia de la élite colombianaː Los Valencia, quienes descendían del rey Alfonso X el sabio por medio de su hijo Juan de Valencia. Valencia era hijo del poeta y político conservador Guillermo Valencia Castillo, y de Josefina Muñóz Muñóz, dama de la sociedad payanesa, quien era hija de un importante hacendado de la región. Eran sus hermanos Guillermo León, Josefina, Giomar, Luz y Dolores Valencia Muñóz.
Su padre fue uno de los poetas colombianos más importantes de finales del siglo XIX, además de que fue un activo militante del Partido Conservador, siendo en dos ocasiones candidato a la presidencia y congresista por ése partido. Guillermo era descendiente de importantes políticos y empresarios colombianosː El padre de Guillermo estaba emparentado con el político y diplomático José María Quijano -protegido del expresidente Froilán Largacha-; su tatarabuelo era el banquero Pedro Agustín de Valencia y por la misma línea era pariente lejano de los hermanos Marcelino y Santiago Arroyo. 
Por su parte, Álvaro se unió a una mujer zamba que conoció en las selvas del Amazonas. Con ella tuvo a su único hijo, quien murió a temprana edad. Valencia no se casaría jamás y no tuvo descendencia que le sobreviviera. No estuvo, sin embargo, exento de amoríosː se dice que con 30 años, en los años 40, estuvo enamorado de una joven viuda de la élite de la que se separó por la diferencia abismal entre sus ideales y los de ella.

### Parentela
Su hermano mayor, Guillermo León, fue presidente de Colombia entre 1962 y 1966. Guillermo se casó con Susana López, con quien tuvo a sus cuatro hijos: Ignacio, Alma, Pedro y Diana Valencia López. De Ignacio Valencia nacieron Agustín, Cayetana y Paloma Valencia Laserna (senadora de Colombia), de su matrimonio con Dorotea Laserna. Pese a sus inclinaciones políticas abiertamente distintas, Álvaro era el consejero de Guillermo León, aunque él fuera su hermano mayor.
Su hermana Josefina, fue escritora, poeta, activista femenina, y la primera mujer en ocupar un ministerio, esto bajo el gobierno de Gustavo Rojas Pinilla.

## Legado y homenajes
Valencia, pese a pertenecer a la élite caucana y una familia profundamente católica y con ideales conservadores, es considerado como uno de los precursores del marxismo en Colombia.
En 2011, Popayán, su ciudad natal y centro de poder de su familia, organizó el "Año de Álvaro Pío Valencia", honrando la memoria de Valencia con varias actividades, organizado por el Museo Guillermo Valencia. Los eventos incluían visitas guiadas al interior del museo, con el apoyo de las autoridades locales y colegios de la región. También se hizo una ceremonia especial donde se colocó una placa en honor a Valencia.